# Astoria (Oregon)

Vermeintliches Aussehen des Fort Astoria um 1811 (Darstellung um 1903)

Astoria, 1811 durch John Jacob Astor als Handelsniederlassung gegründet

Astoria ist eine Klein-, Kreis- und Hafenstadt im Clatsop County im US-Bundesstaat Oregon mit 10.181 Einwohnern (Stand: Volkszählung 2020).
Sie liegt am Columbia River, der hier in den Pazifischen Ozean mündet. Astoria wurde nach dem Kaufmann John Jacob Astor (1763–1848) benannt, der hier im 19. Jahrhundert unter anderem einen florierenden Pelzhandel betrieb.

## Geographie
Die Stadt hat eine Fläche von 27,5 km². 15,9 km² davon ist Landmasse und 11,6 km² ist von Wasser bedeckt. Die Wasserfläche beträgt 42,18 %.

## Geschichte
Die Teilnehmer der Lewis-und-Clark-Expedition verbrachten hier den Winter 1805/06 im Fort Clatsop. Die Expeditionsteilnehmer erwarteten, dass ein Schiff sie dort abholen würde, um an die Ostküste zu gelangen. Die 1955 errichtete, am 3. Oktober 2005 abgebrannte und wieder neuerbaute Nachbildung (Replica) des Forts ist heute ein National Monument.
Im Jahre 1811 gründete John Jacob Astors Pacific Fur Company das Fort Astoria als deren Handelsniederlassung für den Pazifischen Nordwesten. Dies stellte die erste dauerhafte US-amerikanische Siedlung an der Pazifikküste dar. Die Niederlassung war für die weitere Besiedlung der Westküste bedeutsam. Das Fort verloren die USA im Jahr 1813 im Krieg an Großbritannien. Die Übergabe erfolgt am 23. Oktober 1813. Als die amerikanische Flagge am 22./23. Dezember 1813 durch die britischen Farben ersetzt wurde, nannte Captain William Black, Kommandant der britischen Korvette Rancoon, das Fort in Fort George um.  Die Bemühungen der USA, es nach Friedensschluss wieder zu erhalten, scheiterten. 1818 wurde das Fort an die USA zurückgegeben, war jedoch noch bis ca. 1836 als Fort George bekannt. Mitte der 1840er Jahre fand im Rahmen des Oregon Trail ein starker Zustrom statt. 1847 wurde das erste US-amerikanische Postamt westlich der Rocky Mountains in Astoria eröffnet. 1849 folgte das erste US-Zollamt. Mit der Besiedlung des Oregon-Gebiets entwickelte sich Astoria zu einem bedeutenden Binnen- und Seehafen. Im Jahre 1856 wurde dem Ort das Stadtrecht verliehen; 1870 hatte Astoria 639 und der Landkreis 1255 Einwohner. 1873 wurde mit W. F. Kippen Astorias erster Bürgermeister gewählt. 1900 war Astoria mit 8371 Einwohnern Oregons zweitgrößter Ort. Er zog vor allem auch skandinavische Siedler an, von denen hier noch immer viele Nachfahren leben. Vor allem aber kamen chinesische „Gastarbeiter“ für die Konservenfabriken in die Stadt, die um 1880 ein Drittel der Einwohner stellten. Der Chinese Exclusion Act von 1882 verbot jedoch für zehn Jahre die weitere Zuwanderung. Der Chinese Exclusion Act wurde 1892 auf weitere zehn Jahre sowie 1902 auf unbestimmte Zeit verlängert und erst 1943 aufgehoben.
1883 und 1922 wurde die Innenstadt durch Großfeuer zerstört. Die Wirtschaft war jedoch stark genug, um sie immer wieder zu errichten. Das hing damit zusammen, dass ein Netzwerk von Brücken seit den 1920er Jahren geschaffen wurde, das auf den Brückenbauer Conde McCullough (1887–1946) zurückgeht. Diese Brücken wurden 2005 in das National Register of Historic Places aufgenommen. Cullough leitete die Brückenbauarbeiten von 1919 bis 1935 sowie von 1937 bis 1946. In diesen Jahren wurde aus dem Roosevelt Military Highway der U.S. Highway 101. 1962 begann der Bau der 1966 eingeweihten Astoria Bridge über den Columbia, die bis 1993 durch Mautgebühren bezahlt war. 1898 erreichte der erste Personenzug aus Portland Astoria; 1952 wurde der Personenzugverkehr ins Clatsop County aufgegeben. Astoria ist bis heute ein bedeutender Seehafen für den pazifischen Nordwesten und hat auch eine Bedeutung als Binnenhafen für den Columbia River.
Die Wirtschaft basiert hauptsächlich auf Fischfang, Fischverarbeitung und Holzwirtschaft. 1945 zählte man in der Gegend 30 Konservenfabriken, eine Industrie, die 1980 jedoch zum Erliegen kam. Die Holzindustrie war bis 1996 stark vertreten. Eines dieser Unternehmen, die Astoria Plywood Mill, war lange Zeit der bedeutendste Arbeitgeber der Stadt. Heute überwiegen der Tourismus, die lichttechnische Fabrikation und die Seeverkehrs- und Hafenwirtschaft; insbesondere Kreuzfahrtschiffe legen hier häufig an.
In Astoria wurden u. a. die Filme Die Goonies, Nummer 5 lebt!, Kindergarten Cop, Free Willy, Free Willy 2, Teenage Mutant Ninja Turtles III sowie The Ring 2 gedreht.

## Politik

### Bürgermeister
Bürgermeister ist Sean Fitzpatrick.

### Städtepartnerschaften
Walldorf, Deutschland, seit 1963

## Demographische Daten
Es gibt 4235 Haushalte, in denen zu 28,8 % Kinder unter 18 Jahren leben. Die Bevölkerung ist zu 43,5 % verheiratet und lebt zusammen. Der durchschnittliche Haushalt besteht aus 2,26 Personen. Die durchschnittliche Familiengröße beträgt 2,93. Die Stadtbevölkerung setzt sich wie folgt zusammen: 24,0 % sind unter 18 Jahre alt, 9,1 % sind 18 bis 24 Jahre alt, 26,4 % sind 25 bis 44 Jahre alt, 24,5 % sind 45 bis 64 Jahre alt und 15,9 % sind 65 Jahre alt oder älter. Das Durchschnitts-Lebensalter beträgt 38 Jahre. Das Pro-Kopf-Einkommen beträgt $ 18.759. 91,08 % der Bevölkerung haben eine weiße Hautfarbe.
Astoria ist Sitz des College Clatsop Community College.

## Sehenswürdigkeiten

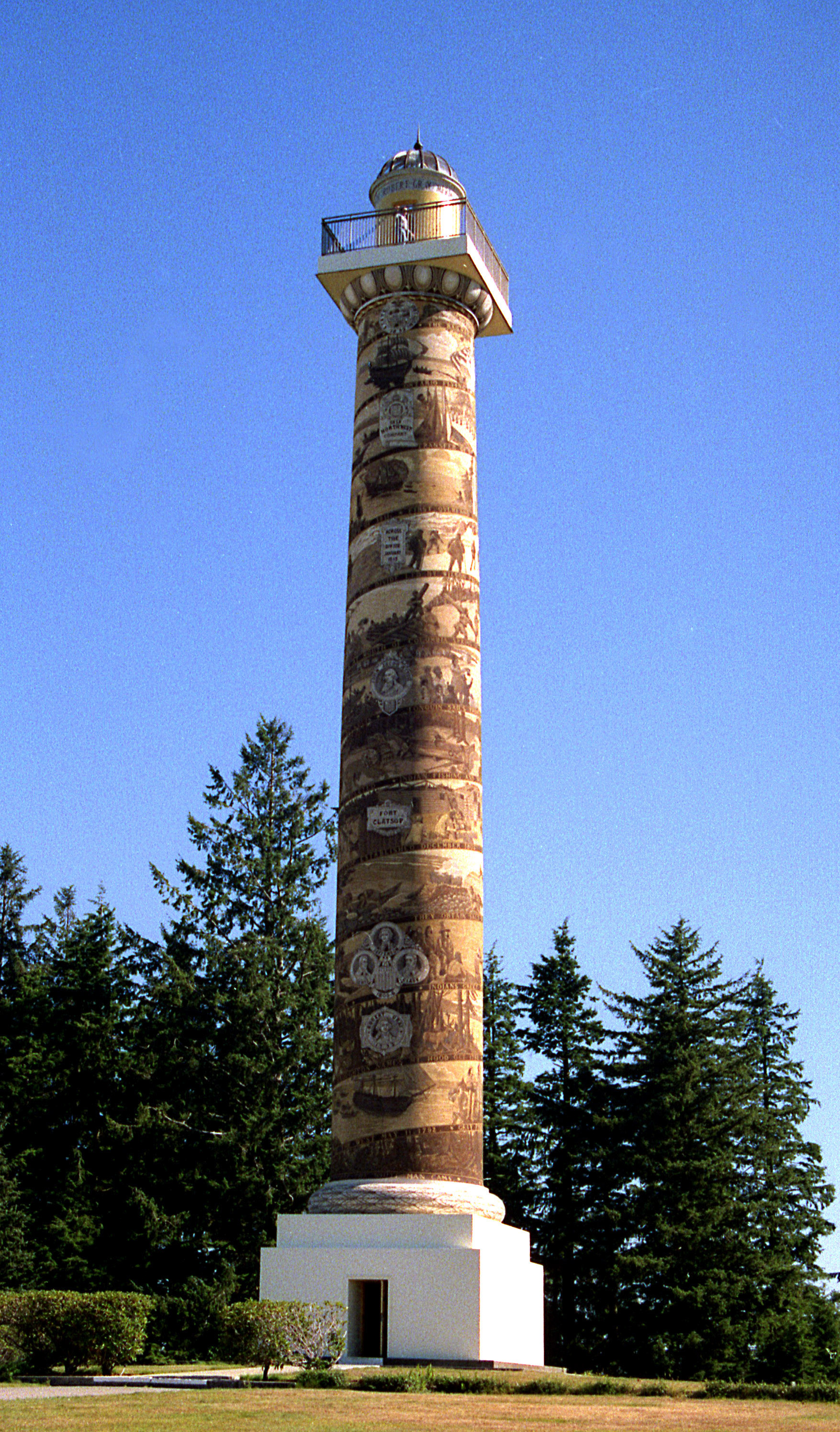
Die Astoria-Säule aus dem Jahre 1926, das Wahrzeichen der Stadt

Hauptattraktion neben den historischen Bauten in der Innenstadt ist die Astoria-Säule (engl. Astoria Column), die 1926 in Erinnerung an die hier vollendete Westexpansion der USA von Vincent Astor und der Great Northern Railroad errichtet wurde. Die 38 Meter hohe Säule auf dem 180 Meter hohen Coxcomp Hill bietet ein 360-Grad-Panorama über die Mündung des Columbia River. Von außen wurde sie nach dem Vorbild der Trajanssäule mit einem spiralförmig umlaufenden Fries von Attilio Pusterla mit 14 Szenen zur Geschichte Astorias bemalt. Die Säule wurde 1995 restauriert. Am 18. Mai 1987 wurde der Platz um die Astoria-Säule zu Ehren von Jürgen Criegee, Bürgermeister von Astorias einziger Partnerstadt Walldorf sowie Astorias Ehrenbürgermeister, auf Criegee-Circle getauft.
Der National Park Service weist für Astoria zwei National Historic Landmarks aus (Stand Dezember 2016): die Fort Astoria Site und das Lightship Columbia. 46 Bauwerke und Stätten sind insgesamt im National Register of Historic Places (NRHP) verzeichnet (Stand 4. Januar 2019).

## Persönlichkeiten

### Söhne und Töchter der Stadt
- Ranald MacDonald (1824–1894), Abenteurer und früher Englischlehrer in Japan
- Esper S. Larsen, jr. (1879–1961), Geologe, Petrologe und Mineraloge
- Alexander G. Barry (1892–1952), Politiker
- Consuelo Kanaga (1894–1978), Fotografin
- Donald Malarkey (1921–2017), Armeesoldat
- Kerttu Nuorteva (1912–1963), finnisch-sowjetische Agentin
- Ward Plummer (1940–2020), Physiker (Oberflächenchemie)
- Karl Marlantes (* 1944), Kriegsveteran, Geschäftsmann und Autor
- Holly Madison (* 1979), Model
- Brian Bruney (* 1982), Baseballspieler

### Personen, die in der Stadt gewirkt haben
- Albin Walter Norblad (1881–1960), schwedisch-US-amerikanischer Politiker, Gouverneur von Oregon; lebte und starb in Astoria
- Kaarlo Koskelo (1888–1953), finnischer Ringer; emigrierte in die USA und starb in Astoria